# Herb gminy Janów (powiat częstochowski)
Herb gminy Janów – symbol gminy Janów.

## Wygląd i symbolika
Herb przedstawia na tarczy w polu błękitnym podkowę srebrną, barkiem ku górze, ze złotym krzyżem kawalerskim zaćwieczonym na barku. Jest to herb miejski Janowa z okresu, gdy miejscowość posiadała prawa miejskie.
Najstarszy znany wizerunek herbu Janowa pochodzi z pieczęci miejskiej z 1690 roku, we wzorze tym tarczę herbową wieńczyła mitra książęca. Miasto przyjęło herb rodowy jego założycieli - Koniecpolskich, Pobóg. W okresie 1855–1870 nowi właściciele, Krasiccy, zmienili herb miejski na Ślepowron. Gmina Janów przyjęła jako herb gminy najstarszy herb dawnego miasta, czyli Pobóg.